# Berthold Ier de Neuchâtel
Berthold Ier de Neuchâtel (vers 1183 - 1259). Il est le fils de Rodolphe II de Neuchâtel et de Comtesse. Co-seigneur de Neuchâtel avec son oncle Ulrich III de Neuchâtel-Nidau, comte de Neuchâtel jusqu'au 9 avril 1218 date à laquelle, pour faire suite au partage des domaines réalisé avec son oncle Ulrich, il devient seigneur de Neuchâtel, Ulrich III s'appropriant lui le comté de Neuchâtel et le titre de comte. À partir de la date de décès de son oncle Ulrich III en 1225, Berthold se titre à nouveau comte de Neuchâtel.

## Biographie

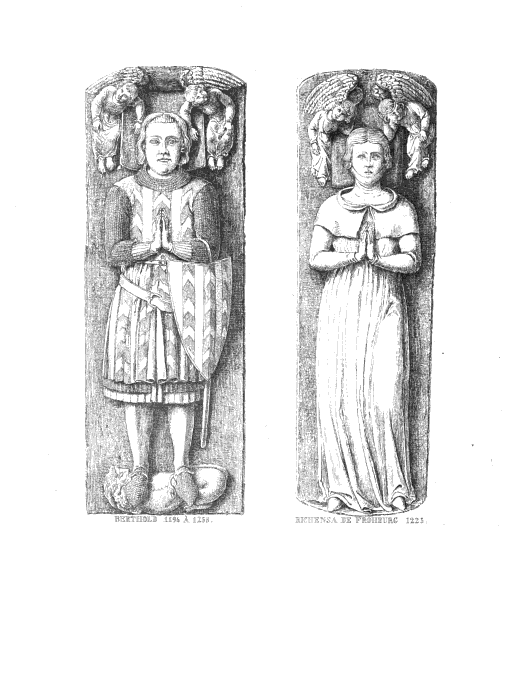
Berthold Ier de Neuchâtel et Richensa de Frobourg

Très jeune à la mort de son père, c'est son oncle Ulrich III de Neuchâtel-Nidau, comte de Fenis, d'Aarberg et de Nidau, qui devient son tuteur. C'est sous son tutorat, en 1214, que sont données ses franchises à la ville afin de la repeupler, cet acte était approuvé par l'évêque de Lausanne Berthold de Neuchâtel, ainsi en cas de différends entre le comte et ses sujets ceux-ci pouvaient revendiquer l'arbitrage de l'évêque et même, s'il le fallait, celui du pape. De là vient le droit de l'archevêque de Besançon, en qualité de supérieur à l'évêque de Lausanne, de se prononcer dans des affaires relevant du comté de Neuchâtel en 1373 et 1458.
En butte avec l'évêque de Bâle qui s'empare et incendie Neuchâtel en 1249, Berthold fait bâtir la ville de Nugerol (ou Neureux) en 1253, aujourd'hui disparue cette localité se situait entre Le Landeron et La Neuveville. 
Durant le règne de Berthold Ier est introduit l'établissement d'un « tribunal des Trois-États » à Neuchâtel, composé de chanoines, de bourgeois et de nobles ; en même temps sont créés l'office de « maître-bourgeois » (qualité de magistrat octroyée grâce aux franchises, auparavant ils étaient qualifiés de « ministraux », c'est-à-dire de « serviteurs ») et un « conseil de la ville » avec pouvoir de police et de justice en première instance. Toujours dans la continuation de l'acte de franchises est établi un « banderet » ou « banneret » gardien et protecteur de la ville. Sa création est contenue dans l'article 13 des franchises où il est stipulé que les bourgeois doivent aide au comte en temps de guerre ; ils doivent, pour ce faire, se ranger sous la bannière d'un commandant. En 1236 Berthold et son oncle Ulrich III réalise le partage des terres d'Ulrich II : Ulrich reçoit le comté de Fenis et la seigneurie de Valangin dont le dernier seigneur, Guillaume, venait de décéder. En contrepartie du comté, Ulrich cédait à son neveu la baronnie du Val-de-Travers. Par ce partage l'oncle recevait les terres allemandes « dominia theutonica » et Berthold les terres françaises « dominia gallica ». 
Devant le grand nombre de descendants de la maison de Neuchâtel, Berthold décide de différencier les armes : il retient pour lui et ses successeurs un pal de gueules chargé de trois chevrons d'argent.

## Mariages et succession
Il épouse Richensa, fille de Hermann II de Frobourg, puis Nicole,. De son premier mariage il a :

- Rodolphe III de Neuchâtel[10] (? - vers 1263/1264),
- Hermann[10], (? - après 1239),
- Guillaume[10], (? - entre 1224 et 1228),
- Henri[11] (? - après le 29 août 1231), baron de Thielle.

## Sources
- Lionel Bartolini, « Neuchâtel, Berthold de » dans le Dictionnaire historique de la Suisse en ligne, version du 23 juillet 2009.
- Georges Auguste Matile, Monuments de l'histoire de Neuchatel, Volume 2, Attinger, 1848 (lire en ligne), p. 1216
- Paul Vuille, Notes sur les premiers seigneurs de Neuchâtel, Musée neuchâtelois, 1979 (lire en ligne), p. 109 à 122
- Jonas Boyve, Annales historiques du Comté de Neuchâtel et Valangin depuis Jules-César jusqu'en 1722, E. Mathey, 1854 (lire en ligne), p. 160 à 201